# Paralelepípedo

Um Paralelepípedo mostrando as arestas

Paralelepípedo ou bloco retangular é a designação dada a um prisma cujas faces são paralelogramos. Um paralelepípedo tem seis faces, sendo que duas são idênticas e paralelas entre si. Os paralelepípedos podem ser retos ou oblíquos, consoante as suas faces laterais sejam perpendiculares ou não à base. O paralelepípedo possui 12 arestas  8 vértices e 6 faces.

## Definição
Em geometria, um 'paralelepípedo' é uma forma tridimensional cujas 6 faces são paralelogramos. O paralelepípedo pode ser definido de três formas distintas:
- É um prisma cuja base é um paralelogramo;
- É um hexaedro do qual cada face é um paralelogramo;
- É um hexaedro com três pares de faces paralelas.

Os paralelepípedos constituem uma subclasse dos prismatoides.

## Propriedades
Cada um dos três pares de faces paralelas do paralelepípedo pode ser considerado como a base, já que o prisma tem três conjuntos de quatro arestas paralelas, as quais, em cada conjunto, têm o mesmo comprimento.
O paralelepípedo pode ser encarado como o resultado da transformação linear de um cubo.

### Volume
O volume de um paralelepípedo é o produto da área da sua base pela altura. Para este efeito a base pode ser qualquer das faces, sendo a altura medida perpendicularmente ao plano que contém a base. Por outro lado, se os vetores a = (a1, a2, a3), b = (b1, b2, b3) e c = (c1, c2, c3) representarem as três arestas que se encontrem num vértice, então o volume do paralelepípedo é igual ao valor absoluto do produto triplo escalar a · (b × c), ou, o que é equivalente, ao valor absoluto do determinante:
{\displaystyle \left|\det {\begin{bmatrix}a_{1}&b_{1}&c_{1}\\a_{2}&b_{2}&c_{2}\\a_{3}&b_{3}&c_{3}\end{bmatrix}}\right|.}

### Casos especiais
Para paralelepípedos com um plano de simetria existem dois casos:
- Têm quatro faces retangulares;
- Têm duas faces rômbicas, e das restantes, cada duas faces adjacentes são iguais (os dois pares são imagens invertidas entre si). Veja monoclínico.

- Um cuboide é um paralelepípedo onde todas as faces são retangulares.
- Um romboedro é um paralelepípedo com faces rômbicas congruentes entre si.
- Um cubo é um paralelepípedo com ambas as propriedades anteriores, isto é cujas faces são quadrados.

## O paralelepípedo em espaços
A designação paralelepípedo é também usada para formas análogas em espaços geométricos com mais de três dimensões. 
A designação paralelepípedo, sem qualquer qualificativo, refere-se em geral à forma num espaço tridimensional, o percebido por nós. Num espaço n-dimensional, é comum usar-se a designação paralelepípedo n-dimensional, ou simplesmente n-paralelepípedo. Em 1D o análogo ao paralelepípedo é um intervalo, em 2D é um paralelogramo.
As diagonais de um n-paralelepípedo intersectam-se num ponto e são bissectadas pelo mesmo ponto. Uma Inversão neste ponto mantém o n-paralelepípedo inalterado. Veja o conceito de pontos fixos em grupos isométricos nos espaços euclidianos.